# Estádio José Gomes
Das Estádio José Gomes ist ein Fußballstadion im Ortsteil Reboleira der portugiesischen Kreisstadt Amadora.

## Geschichte
Es wurde 1957 fertiggestellt und bietet 9.288 Zuschauern Platz. Die Anlage ist Heimstätte des Fußballvereins Estrela Amadora. 1990 fand hier das Hinspiel um die Supertaça Cândido de Oliveira statt, 2009 war es Wettkampfstätte für einige Spiele im Rahmen der Jogos da Lusofonia.